# Município de Grand (condado de Marion, Ohio)
Localização do Ohio nos E.U.A.
O município de Grand (em inglês: Grand Township) é um município localizado no condado de Marion no estado estadounidense de Ohio. No ano de 2010 tinha uma população de 391 habitantes e uma densidade populacional de 8,3 pessoas por km².

## Geografia
O município de Grand encontra-se localizado nas coordenadas 40° 39′ 51″ N, 83° 22′ 07″ O. Segundo o Departamento do Censo dos Estados Unidos, o município tem uma superfície total de 47.13 km², da qual 47,11 km² correspondem a terra firme e (0,03 %) 0,01 km² é água.

## Demografia
Segundo o censo de 2010, tinha 391 pessoas residindo no município de Grand. A densidade populacional era de 8,3 hab./km².